# Afrijet Airlines
Afrijet Airlines — бывшая авиакомпания Нигерии со штаб-квартирой в городе Икеджа (Лагос), работавшая в сфере региональных чартерных грузовых и пассажирских перевозок по аэропортам городов внутри страны.
Портом приписки авиакомпании и её главным транзитным узлом (хабом) являлся международный аэропорт имени Мурталы Мохаммеда в Лагосе.

## История
Авиакомпания была основана в 1999 году.
В 2007 году Afrijet Airlines прошла процедуру перерегистрации в Управлении гражданской авиации Нигерии (NCAA), удовлетворив тем самым требования государственного органа о необходимости рекапитализации и повторной регистрации всех нигерийских авиакомпаний до 30 апреля 2007 года.
В 2012 году авиаперевозчик приостановил выполнение всех регулярных и чартерных рейсов.

## Флот
По состоянию на июнь 2012 года воздушный флот авиакомпании Afrijet Airlines составляли следующие самолёты[уточнить]:
- McDonnell Douglas MD-82 — 1 ед.
- McDonnell Douglas MD-83 — 1 ед.